# Jens Nielsen (Politiker)
Jens Kristian Johan Gudbrand Nielsen (* 17. Mai 1887 in Appat; † unbekannt) war ein grönländischer Kaufmann und Landesrat.

## Leben
Jens Nielsen war der Sohn des dänischen Handelsverwalters Søren Nielsen (1861–1932) und seiner Frau Dorthe Jacobine Petrine Susanne Pjetturson (1866–1943), einer halben Isländerin und Schwester des Landesrats Johannes Pjetursson (1869–1932). Seine Mutter beherbergte Polarforscher wie Knud Rasmussen und Peter Freuchen oder nähte Kleidung für Polarexpeditionen. Sein Bruder war Hans Nielsen (* 1891). Er war zudem der Schwager des Landesrats Pavia Pollas (* 1885). Am 3. Juli 1910 heiratete er in Upernavik Elisabeth Kathrine Johanne Jansen (* 1889), Tochter von Timotheus Jens Paul Jansen (1854–1891) und Nathalie Karoline Cecilie Petersen (1856–1903).
Jens Nielsen war wie sein Bruder eigentlich Böttcher und später als Udstedsverwalter in Nuussuaq tätig. Für die Legislaturperiode von 1939 bis 1944 wurde er in den nordgrönländischen Landesrat gewählt, nahm aber nur 1943 an der Sitzung teil. Nur 1939 wurde er von Knud Bidstrup vertreten.